# Hampont

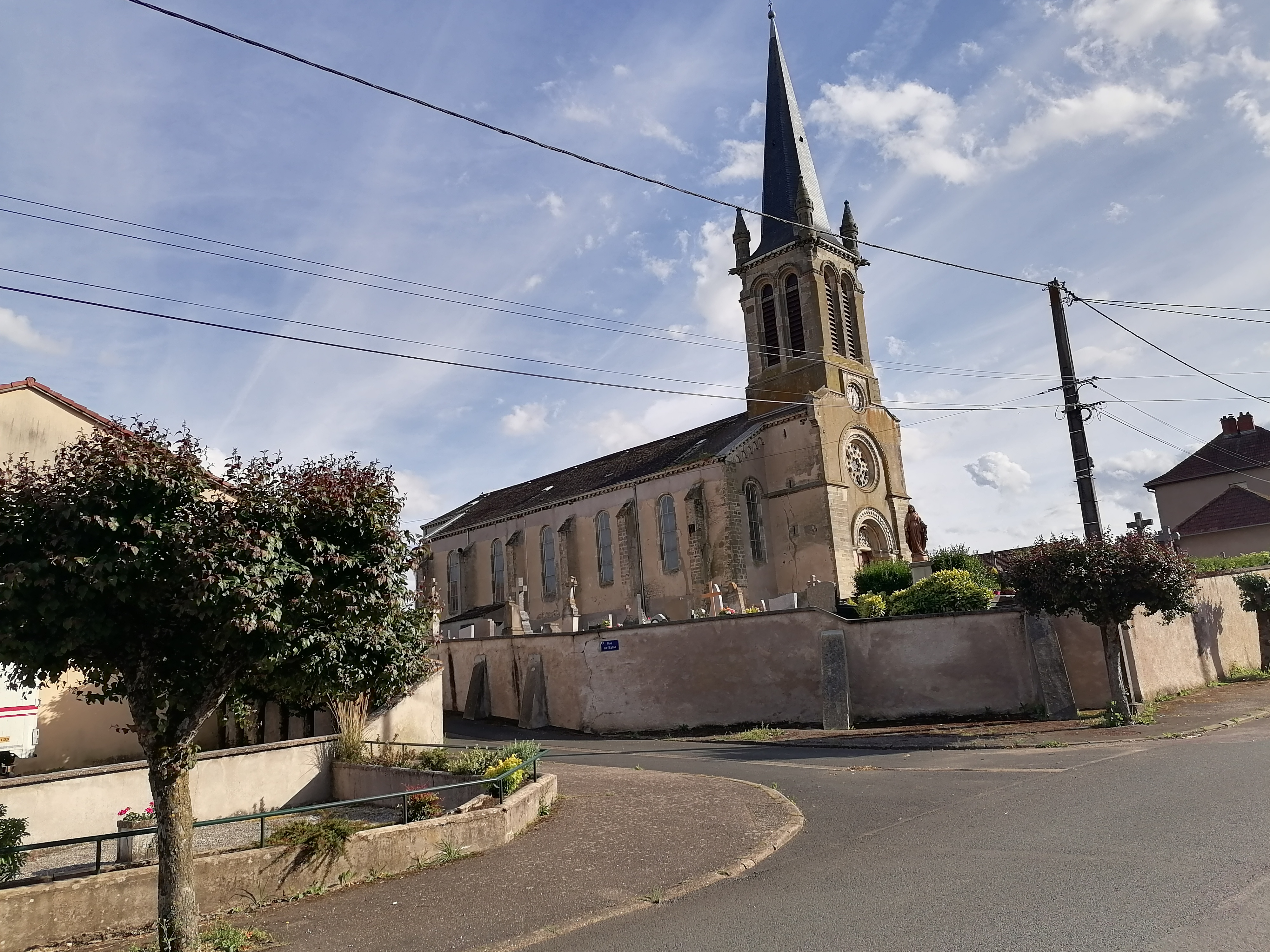
Kirche St. Martin

Hampont (deutsch im 19. Jahrhundert auch Hudingen) ist eine französische Gemeinde mit 167 Einwohnern (Stand 1. Januar 2022) im Département Moselle in der Region Grand Est (bis 2015 Lothringen). Sie gehört zum Arrondissement Sarrebourg-Château-Salins.

## Geographie
Die Gemeinde Hampont liegt an der Kleinen Seille im Saulnois (Salzgau), fünf Kilometer nordöstlich von Château-Salins, auf einer Höhe zwischen 207 und 321 m über dem Meeresspiegel. Das 11,2 km² umfassende Gemeindegebiet ist Teil des Regionalen Naturparks Lothringen.

## Geschichte
Die Ortschaft gehörte früher zum Herzogtum Lothringen und dem Bistum Metz. Überlieferte Ortsbezeichnungen sind Hampons (12. Jahrhundert), Anpons (1180), Hanpunt, Hanpont (1263 und 1288) sowie Hudingen und Hampont (1594).
Durch den Frankfurter Frieden vom 10. Mai 1871 kam die Region an das deutsche Reichsland Elsaß-Lothringen, und das Dorf wurde dem Kreis Château-Salins im Bezirk Lothringen zugeordnet. Die Dorfbewohner betrieben Getreide- und Weinbau. Nach dem Ersten Weltkrieg musste die Region aufgrund der Bestimmungen des Versailler Vertrags 1919 an Frankreich abgetreten werden und wurde Teil des Département Moselle. Im Zweiten Weltkrieg war die Region von der deutschen Wehrmacht besetzt.
Der Ort trug 1915–1919 den Namen Hudingen und der Bahnhof die Bezeichnung Hudingen (Lothr.). 1940–1944 trug der Ort die Bezeichnung Hüdingen.

### Bevölkerungsentwicklung
| Jahr      | 1962 | 1968 | 1975 | 1982 | 1990 | 1999 | 2007 | 2019 |
| Einwohner | 242  | 240  | 226  | 228  | 223  | 212  | 208  | 180  |

## Persönlichkeiten
- Theodor Eicke (1892–1943), General der Waffen-SS, wurde hier als elftes Kind eines Bahnhofsvorstehers geboren
- Jules-Joseph Cénez (1865–1944), römisch-katholischer Ordensgeistlicher, Apostolischer Vikar von Basutoland